# Colpotrochia giachinoi
Colpotrochia giachinoi là một loài tò vò trong họ Ichneumonidae.